# Greatest Hits (Dirty Rotten Imbeciles)
Greatest Hits è album raccolta dei Dirty Rotten Imbeciles, pubblicato nel 2001 dalla Cleopatra Records.
La compilation non contiene tracce dagli album successivi a Crossover (1987), e verrà ristampata con due differenti titoli: Dirty Rotten Hitz nel 2004, e Thrashkore Retrospektif nel 2005.

## Tracce
1. Who Am I – 0:49
2. Commuter Man – 0:58
3. Yes Ma'am – 0:50
4. Sad To Be – 1:42
5. The Explorer – 2:58
6. Violent Pacification – 1:35
7. Argument Then War – 1:25
8. Mad Man – 1:40
9. Couch Slouch – 3:22
10. Nursing Home Blues – 3:50
11. I Don't Need Society – 0:59
12. A Coffin – 3:05
13. Redline – 4:06
14. Hooked – 3:00
15. Probation – 4:05
16. Five Year Plan – 2:44
17. No Religion – 2:12